# Капела бандуристів імені Тараса Шевченка (Аргентина)
Капела бандуристів імені Тараса Шевченка (ісп. Capella de Banduristas "Taras Shevchenko") — музичний колектив бандуристів, який працює у Буенос-Айресі при товаристві «Просвіта».
Важливу складову культурної діяльності «Просвіти» наразі становить капела бандуристів ім. Тараса Шевченка, яку організував і провадив Василь Качурак. Капелу утворено в 1961 р. при «Просвіті» в Буенос-Айресі. В 2017 рр. вона відмічала 56 років. Наразі керівником капели є Рикардо Олександр Береговий. В репертуарі капели старі українські мелодії та аргентинська музика. При Просвіті також зберігається колекція бандур, вироблених Йосипом Сніжним (харківського типу), Антіном Чорним (кубанського типу), Наумом Пауком (учень А.Чорного). Побачити їх можна під час ночі музеїв у «Просвіті». Цікаво, що в Аргентині традиційна технологія виготовлення бандури була поєднана з місцевими традиціями виготовлення музичних інструментів, зокрема застосуванням місцевих рецептів лаків, що надало українській бандурі нову — «аргентинську душу».